# Thomas M. McWilliams
Thomas M. McWilliams (* 17. Juni 1952 in Kansas City, Missouri) ist ein US-amerikanischer Computeringenieur und Informatiker.
McWilliams studierte Elektrotechnik an der Carnegie Mellon University mit dem Master-Abschluss 1974 und an der Stanford University, an der er 1980 promoviert wurde (Verification of timing constraints in large digital systems). Schon als Student arbeitete er an Simulationsprogrammen für Digital Equipment Corporation und nach dem Studium entwickelte er am Lawrence Livermore National Laboratory mit Lawrence C. Widdoes im Rahmen des von ihnen gegründeten S-1-Supercomputer-Projekts Structured Computer Aided Logic Design (SCALD) Logik-Design-Systeme. Damit wurde der S-1 Mark-IIA-Prozessor für den S-1-Supercomputer entwickelt. Er war bis 1983 technischer Leiter des S-1-Projekts und schloss sich dann der von Widdoes 1981 gegründeten Firma Valid Logic Systems an, einer der ersten Firmen für automatisiertes elektronisches Design (Electronic Design Automation, EDA). Um dieselbe Zeit wurden Daisy Systems und Mentor Graphics gegründet (zusammen mit VLS als DMV abgekürzt), dem bald viele weitere Firmen folgten.
1984 erhielt er mit Lawrence C. Widdoes den W. Wallace McDowell Award. Er ist IEEE Fellow und Fellow der Association for Computing Machinery.